# تپه قلعه کپز
تپه قلعه کپز مربوط به عصر آهن است و در شهرستان مهدی‌شهر، دهستان پشتکوه، روستای پرور، نرسیده به ییلاق کپز واقع شده و این اثر در تاریخ ۲ مرداد ۱۳۸۷ با شمارهٔ ثبت ۲۳۰۸۶ به‌عنوان یکی از آثار ملی ایران به ثبت رسیده است.